# Оленин, Александр Семёнович
Александр Семёнович Оленин (1910—1988) — советский геолог, доктор географических наук (1967), профессор (1975). Заслуженный геолог РСФСР.

## Биография
Родился 22 ноября 1910 года в Пензенской губернии. Окончил с отличием Московский институт землеустройства (1936).
- 1939—1943 директор Центральной торфяной опытной станции Наркомзема РСФСР,
- 1943—1948 главный инженер Главного управления торфяного фонда,
- с 1948 специалист ГУТФ при Совмине РСФСР.
- с 1961 года возглавлял группу советских специалистов, разрабатывающтх торфяное месторождение на Кубе — «Сьенага де Сапато». Работал непосредственно с министром промышленности Кубы — Эрнесто Че Гевара.
- 1966—1972 директор ВНИИ торфяной промышленности СССР,
- с 1972 в Совете по торфу при Президиуме ВАСХНИЛ,
- с 1978 — главный геолог ПО «Торфгеология».

Одновременно с 1954 по 1988 год (с перерывами) преподавал на кафедре геологии и разведки торфяных месторождений Калинского политехнического института.
Специалист в области комплексного изучения и картографирования торфяных месторождений.
Заслуженный геолог РСФСР. Награждён орденами Трудового Красного Знамени и «Знак Почёта», медалями.

## Научные труды
Автор 120 научных работ, в том числе: «Торфяной фонд СССР» (1963), «Справочник по торфу» (1982), «Торфяные ресурсы мира: Справочник» (1988). Публикации:
- Клад Солнца / А. С. Оленин, В. Д. Марков. — М. : Мысль, 1983. — 111 с. : ил., 16 л. ил.; 20 см.
- Использование торфяных богатств СССР [Текст] : (Основные направления техн. развития) / А. С. Оленин, канд. техн. наук. — Москва : [б. и.], 1960. — 40 с. : ил.; 20 см.
- Возвращенное богатство : [Об использ. торф. земель] / А. С. Оленин, В. Д. Марков. — М. : Мысль, 1988. — 123,[3] с., [8] л. ил. : ил.; 20 см; ISBN 5-244-00147-7
- Торфяной фонд СССР : (Европ. часть). Учеб. пособие / А. С. Оленин, И. Ф. Ларгин, Н. А. Копенкина. — Калинин : Калинин. ун-т, 1982. — 80 с. : ил.; 20 см.
- Разведка торфяных месторождений [Текст] : (Метод. руководство) / [Отв. ред. А. С. Оленин] ; М-во геологии РСФСР. Отд. торф. фонда. Ин-т «Гипроторфразведка». — Москва : Недра, 1966. — 347 с., 6 л. ил. : ил., карт.; 22 см.